# Генерал-лейтенант береговой службы
Генерал-лейтенант береговой службы — воинское звание высшего командного (позднее, офицерского) состава береговой службы в Военно-Морском Флоте ВС СССР.
Выше генерал-майора береговой службы; ниже генерал-полковника береговой службы. 

## История
Установлено Указом Президиума Верховного Совета СССР от 7 мая 1940 г. «Об установлении воинских званий высшего командного состава Военно-Морского Флота».
Исключено из перечня В/З ВС СССР 5 мая 1952 года.

## Списокгенерал-лейтенантов береговой службы
| Фамилия, имя, отчество        | Дата присвоения звания | Примечание |
| ----------------------------- | ---------------------- | --- |
| Елисеев, Алексей Борисович    | 16.06.1941             | |
| Кабанов, Сергей Иванович      | 16.09.1941             | 05.05.1952 переаттестован в генерал-лейтенанта артиллерии |
| Москаленко, Митрофан Иванович | 03.01.1942             | 08.07.1945 присвоено воинское звание генерал-полковник береговой службы |
| Рогов, Иван Васильевич        | 13.12.1942             | начальник Главного управления политической пропаганды РККФ, переаттестован из армейского комиссара 2-го ранга, 25.09.1944 присвоено воинское звание генерал-полковник береговой службы. |
| Захаров, Семён Егорович       | 01.06.1944             | 27.01.1951 присвоено воинское звание адмирал |
| Малышев, Николай Васильевич   | 21.07.1944             | заместитель народного комиссара ВМФ по кадрам |
| Зорин, Александр Васильевич   | 27.01.1951             | начальник Управления кадров ВМС СССР |